# Floscopa africana
Floscopa africana är en himmelsblomsväxtart som först beskrevs av Ambroise Marie François Joseph Palisot de Beauvois, och fick sitt nu gällande namn av Charles Baron Clarke. Floscopa africana ingår i släktet Floscopa och familjen himmelsblomsväxter.

## Underarter
Arten delas in i följande underarter:
- F. a. africana
- F. a. majuscula
- F. a. petrophila